# Premier League Malti 1989-1990
L'edizione 1989-1990 della Premier League maltese è stata la settantacinquesima edizione della massima serie del campionato maltese di calcio. Il titolo è stato vinto dal Valletta.

## Classifica
|   | Classifica       | G  | V  | N | P  | GF | GS | Dif | Pt |
| - | ---------------- | -- | -- | - | -- | -- | -- | --- | -- |
| 1 | Valletta         | 16 | 13 | 2 | 1  | 31 | 6  | +25 | 26 |
| 2 | Sliema Wanderers | 16 | 11 | 2 | 3  | 36 | 11 | +25 | 24 |
| 3 | Hibernians       | 16 | 10 | 3 | 3  | 30 | 12 | +18 | 23 |
| 4 | Ħamrun Spartans  | 16 | 10 | 3 | 3  | 37 | 13 | +24 | 23 |
| 5 | Floriana         | 16 | 8  | 1 | 6  | 24 | 17 | +7  | 17 |
| 6 | Naxxar Lions     | 16 | 2  | 7 | 7  | 17 | 27 | -10 | 11 |
| 7 | Żurrieq          | 16 | 3  | 5 | 8  | 15 | 30 | -15 | 11 |
| 8 | Tarxien Rainbows | 16 | 1  | 2 | 13 | 9  | 40 | -31 | 4  |
| 9 | Zebbug Rangers   | 16 | 1  | 1 | 14 | 6  | 49 | -43 | 3  |

### Spareggio terzo posto
|  | Hibernians | 1 – 0 | Ħamrun Spartans |  |

## Verdetti finali
- Valletta Campione di Malta 1989-1990
- Tarxien Rainbows e Zebbug Rangers retrocesse.